# Springer (Schüler)
Als Springer werden Schüler bezeichnet, die aufgrund ihrer Überqualifizierung eine Klasse überspringen. An manchen größeren Schulen gibt es hierfür sogenannte Springerklassen.
Für die tendenziell zunehmende Einrichtung solcher Springerklassen ist zum einen das Leitbild einer stärker differenzierenden, individuellen Förderung mit entsprechend unterschiedlich langen Bildungsgängen an allgemeinbildenden Schulen verantwortlich. Sie ist zum zweiten auch eine Reaktion auf die häufig als negativ bewertete Tatsache, dass deutsche Abiturienten im Vergleich mit Studienanfängern in anderen OECD-Staaten signifikant älter sind.
Für manche Springer ist während ihrer Schulzeit die Tatsache problematisch, dass sie des Öfteren auf eine ablehnende Einstellung ihrer älteren Mitschüler im gleichen Jahrgang treffen und beispielsweise als „Eliteschüler“ gehänselt werden. Problematisch ist das „Springen“ auch für jüngere Schüler, die hierdurch in ein Umfeld gelangen, dem sie zwar akademisch, aber noch nicht sozial und emotional gewachsen sind.
Eine Alternative zum Überspringen einer Klassenstufe, der z. B. in den Vereinigten Staaten oft der Vorzug gegeben wird, ist die Ergänzung des Curriculums hochbegabter Schüler durch Enrichment-Programme, für welche die betroffenen Schüler stundenweise aus dem Klassenverband herausgenommen und in Kleingruppen unterrichtet werden. An amerikanischen Schulen stehen Enrichment-Programme oft bereits von der Klassenstufe 2 an zur Verfügung. Der Aufnahme in das Förderungsprogramm geht ein Intelligenztest voran.

### Deutschland
- Leitfaden, Landesverband Hochbegabung Baden-Württemberg e.V.
- Kurzinformation, staatliche Schulberatung Bayern

### Österreich
- Leitfaden, Österreichisches Zentrum für Begabtenförderung (PDF; 1,2 MB)